# Besleria affinis
Besleria affinis är en tvåhjärtbladig växtart som beskrevs av Conrad Vernon Morton. Besleria affinis ingår i släktet Besleria och familjen Gesneriaceae. Inga underarter finns listade i Catalogue of Life.